# New Zealand Open 1996
Die New Zealand Open 1996 im Badminton fanden vom 13. bis zum 15. September 1996 statt. Auf der IBF-Turnierskala erreichte es die Wertung A.

## Sieger und Platzierte
| Disziplin    | Gold                          | Silber                        | Bronze                            |
| ------------ | ----------------------------- | ----------------------------- | --------------------------------- |
| Herreneinzel | Tam Kai Chuen                 | Nick Hall                     | Dean Galt                         |
| Herreneinzel | Tam Kai Chuen                 | Nick Hall                     | Geoffrey Bellingham               |
| Dameneinzel  | Li Feng                       | Rhona Robertson               | Ng Ching                          |
| Dameneinzel  | Li Feng                       | Rhona Robertson               | Chan Mei Mei                      |
| Herrendoppel | Chow Kin Man Ma Che Kong      | Geoffrey Bellingham Nick Hall | Dean Galt Kerrin Harrison         |
| Herrendoppel | Chow Kin Man Ma Che Kong      | Geoffrey Bellingham Nick Hall | Igor Gantchitis Ferdy Wiranata    |
| Damendoppel  | Tammy Jenkins Rhona Robertson | Karen Stechmann Nicol Pitro   | Chan Mei Mei Louisa Koon Wai Chee |
| Damendoppel  | Tammy Jenkins Rhona Robertson | Karen Stechmann Nicol Pitro   | Ng Ching Tung Chau Man            |
| Mixed        | Tam Kai Chuen Tung Chau Man   | Dean Galt Tammy Jenkins       | Croydon Rutherford Amanda Guthrie |
| Mixed        | Tam Kai Chuen Tung Chau Man   | Dean Galt Tammy Jenkins       | Nick Hall Nicole Gordon           |

## Finalergebnisse
| Disziplin    | Sieger                        | Finalist                      | Ergebnis         |
| ------------ | ----------------------------- | ----------------------------- | ---------------- |
| Herreneinzel | Tam Kai Chuen                 | Nick Hall                     | 15–9, 15–11      |
| Dameneinzel  | Li Feng                       | Rhona Robertson               | 5–11, 11–4, 11–6 |
| Herrendoppel | Chow Kin Man Ma Che Kong      | Geoffrey Bellingham Nick Hall | 15–11, 15–5      |
| Damendoppel  | Tammy Jenkins Rhona Robertson | Karen Stechmann Nicol Pitro   | 15–8, 15–9       |
| Mixed        | Tam Kai Chuen Tung Chau Man   | Dean Galt Tammy Jenkins       | 18–14, 15–11     |